# Acacia gilesiana
Acacia gilesiana é uma espécie de leguminosa do gênero Acacia, pertencente à família Fabaceae.